# Алый первоцвет (фильм, 1934)
«Алый первоцвет» (англ. The Scarlet Pimpernel) — самая знаменитая экранизация одноимённого приключенческого романа. Поставлена в 1934 году на английской студии Александра Корды режиссёром Харольдом Янгом. Главные роли исполнили Лесли Говард (Перси Блейкни), Мерл Оберон (леди Блейкни) и Рэймонд Мэсси (гражданин Шовелен).

## Сюжет
Разгар революционного террора во Франции. Аристократы, осуждённые к казни на гильотине, томятся в тюрьме Ла-Форс. Правительство Робеспьера обеспокоено тем, что различными хитроумными способами их похищает из темницы и вывозит из Франции неуловимый Алый Первоцвет. Ходят слухи, что за его бесчисленными масками скрывается некий английский лорд.
Гражданин Шовелен, представляющий интересы революционной Франции в Лондоне, получает от Робеспьера задание любой ценой выследить загадочного врага республики. Прибегнув к шантажу, он пытается выведать его истинное имя у светской львицы, леди Блейкни, чей муж — недалёкий придворный франт и хлыщ из окружения принца-регента…

## В ролях
- Лесли Говард — Перси Блейкни
- Мерл Оберон — леди Блейкни
- Рэймонд Мэсси — гражданин Шовелен
- Найджел Брюс — Георг IV
- Мелвилл Купер — Ромни